# Мушкарци више воле плавуше
Мушкарци више воле плавуше (енгл. Gentlemen Prefer Blondes) је амерички филм из 1953. године, редитеља Хауарда Хокса са Мерилин Монро и Џејн Расел у главним улогама.

## Радња филма
Две нераздвојне пријатељице, Лорелај Ли (Мерилин Монро) и Дороти Шо (Џејн Расел) одлучују, према Лорелајиној жељи, да отпутују у Париз у којем ће, како она верује, њен вереник, мултимилионер Гасо Езмонд (Томи Нунан), да дође и да је ожени.
Дороти прихвата њену понуду у нади да ће на путу да пронађе мушкарца који ће јој постати животни пратилац. Оне одлазе, али Гасо Езмонд је толико љубоморан да унајмљује приватног детектива, младог и згодног Ерниеја Малонеа (Елиот Рид), да их прати и шпијунира. Ерниеја привуче црнка Дороти, а плава и на први поглед празноглава Лорелај, која не скрива да је искључиво занима новац, заводи сваког мушкарца који јој се учини добра партија...
На путу, Дороти се заљубљује у сиромашног младића, а Лорелај одлучује да јој пронађе имућнијег кандидата и тако упознаје трговца дијамантима, Сер Франсис „Пиги“ Бикмана (Чарлс Кобурн).
Овај филм, типичан за педесете, горка је комедија о лову на новац; он храбро меша сентименталне односе са сарказмима, гламурозну магичност са материјалистичким осећањем за оно што девојка мора да уради не би ли опстала - читав скуп контрадикција овековечен чувеним извођењем нумере "Diamonds are a girl's best friend".

## Улоге
| Глумац        | Улога                     |
| ------------- | ------------------------- |
| Мерилин Монро | Лорелај Ли                |
| Џејн Расел    | Дороти Шо                 |
| Чарлс Коберн  | Сер Франсис „Пиги“ Бикман |
| Елиот Рид     | Ерни Малон                |
| Томи Нунан    | Гас Есмонд                |
| Тејлор Холмс  | Господин Есмонд           |
| Норма Варден  | Лејди Бiкман              |
| Џорџ Винслоу  | Хенри Спофорд III         |